# Panama op de Olympische Zomerspelen 2016
Panama nam deel aan de Olympische Zomerspelen 2016 in Rio de Janeiro, Brazilië. De selectie bestond uit tien sporters, actief in zeven verschillende disciplines. De Panamese vlag werd tijdens de openingsceremonie gedragen door atleet Alonso Edward, die vier jaar eerder op de 200 meter sprint in de eerste kwalificatieronde werd gediskwalificeerd na een valse start en zodoende niet eenmaal actie kwam. Edward leverde in 2016 de beste prestatie van de Panamese ploeg: hij bereikte de finale van de 200 meter, waarin hij zevende werd.

## Deelnemers en resultaten
(m) = mannen, (v) = vrouwen 

### Atletiek
| Olympiër           | Discipline      | Resultaat | Prestatie                                                                 |
| ------------------ | --------------- | --------- | ------------------------------------------------------------------------- |
| Alonso Edward VO   | 200m (m)        | 7e        | serie 1: 1ste in 20,19 halve finale 3: 1ste in 20,07 finale: 7de in 20,23 |
| Jorge Castelblanco | marathon (m)    | 135e      | 2:39.25                                                                   |
|                    |                 |           |                                                                           |
| Yvette Lewis       | 100m horden (v) | 42e       | serie 5: 8ste in 13,35                                                    |

### Boksen
| Olympiër      | Discipline | Resultaat | Prestatie                           |
| ------------- | ---------- | --------- | ----------------------------------- |
| Atheyna Bylon | –75kg (v)  | 9e        | 1ste ronde: V van BRA Bandeira: 1–2 |

### Gymnastiek
| Olympiër       | Discipline               | Resultaat | Prestatie |
| -------------- | ------------------------ | --------- | --- |
| Isabella Amado | meerkamp individueel (v) | 44e       | kwalificatie: 44ste sprong: 42ste met 13,900 punten brug: 47ste met 12,733 punten balk: 33ste met 13,333 punten vloer: 47ste met 12,866 punten totaal: 52,832 punten |

### Schermen
| Olympiër      | Discipline | Resultaat | Prestatie                                                           |
| ------------- | ---------- | --------- | ------------------------------------------------------------------- |
| Eileen Grench | sabel (v)  | 30e       | 1ste ronde: W van JPN Aoki: 15–5 2de ronde: V van USA Zagunis: 4–15 |

### Schietsport
| Olympiër    | Discipline           | Resultaat | Prestatie                                              |
| ----------- | -------------------- | --------- | ------------------------------------------------------ |
| David Muñoz | 50m pistool          | 40e       | kwalificatie: 40ste met 528 punten (86-91-86-91-88-86) |
| David Muñoz | 10m luchtpistool (m) | 46e       | kwalificatie: 46ste met 563 punten (88-98-97-94-91-95) |

### Taekwondo
| Olympiër             | Discipline | Resultaat | Prestatie                            |
| -------------------- | ---------- | --------- | ------------------------------------ |
| Carolena Carstens VS | –57kg (v)  | 11e       | voorronde: V van BEL Asemani: 1–13PG |

### Zwemmen
| Olympiër        | Discipline           | Resultaat | Prestatie               |
| --------------- | -------------------- | --------- | ----------------------- |
| Edgar Crespo    | 100m schoolslag (m)  | 41e       | serie 2: 7de in 1.02,78 |
|                 |                      |           |                         |
| María Far Núñez | 200m vlinderslag (v) | 27e       | serie 1: 4de in 2.23,89 |